# Fondaco di baldanza
Fondaco di baldanza è il nome di un gruppo di giovani intellettuali nato a Roma negli anni venti del Novecento, prima dell'avvento del Fascismo; tra i massimi ispiratori si possono annoverare Gabriele D'Annunzio e Adolfo De Carolis. La costituzione del gruppo rientra nelle attività portate avanti in modo cameratesco dai giovani studenti universitari già protagonisti della Federazione Italiana Universitaria e di La Fionda, associazione goliardica oltre che casa editrice.
Il nome del gruppo si deve a Gabriele D'Annunzio che lo trasse dal frate Jacopone da Todi, in particolare dai tre versi "Onde esce speranza // che dà baldanza // al cor, che è levato".
Alle attività del gruppo partecipò anche il giovane Pasquale Lugini, qualificato come "apostolo infaticabile e taciturno" da D'Annunzio.